# Okalice
Okalice (deutsch Ockalitz, früher Occalitz, auch Okkalitz) ist ein Dorf im Verwaltungsbezirk Landgemeinde Cewice (Zewitz) im Powiat Lęborski (Lauenburger Kreis) der polnischen Woiwodschaft Pommern.

## Geographische Lage
Das Dorf liegt in der Nähe der früheren Grenze zwischen Hinterpommern und Westpreußen, etwa elf Kilometer südsüdöstlich von Lauenburg in Pommern, 32 Kilometer westsüdwestlich von Wejherowo (Neustadt in Westpreußen) und sechs Kilometer westnordwestlich des Dorfs Linia (Linde).

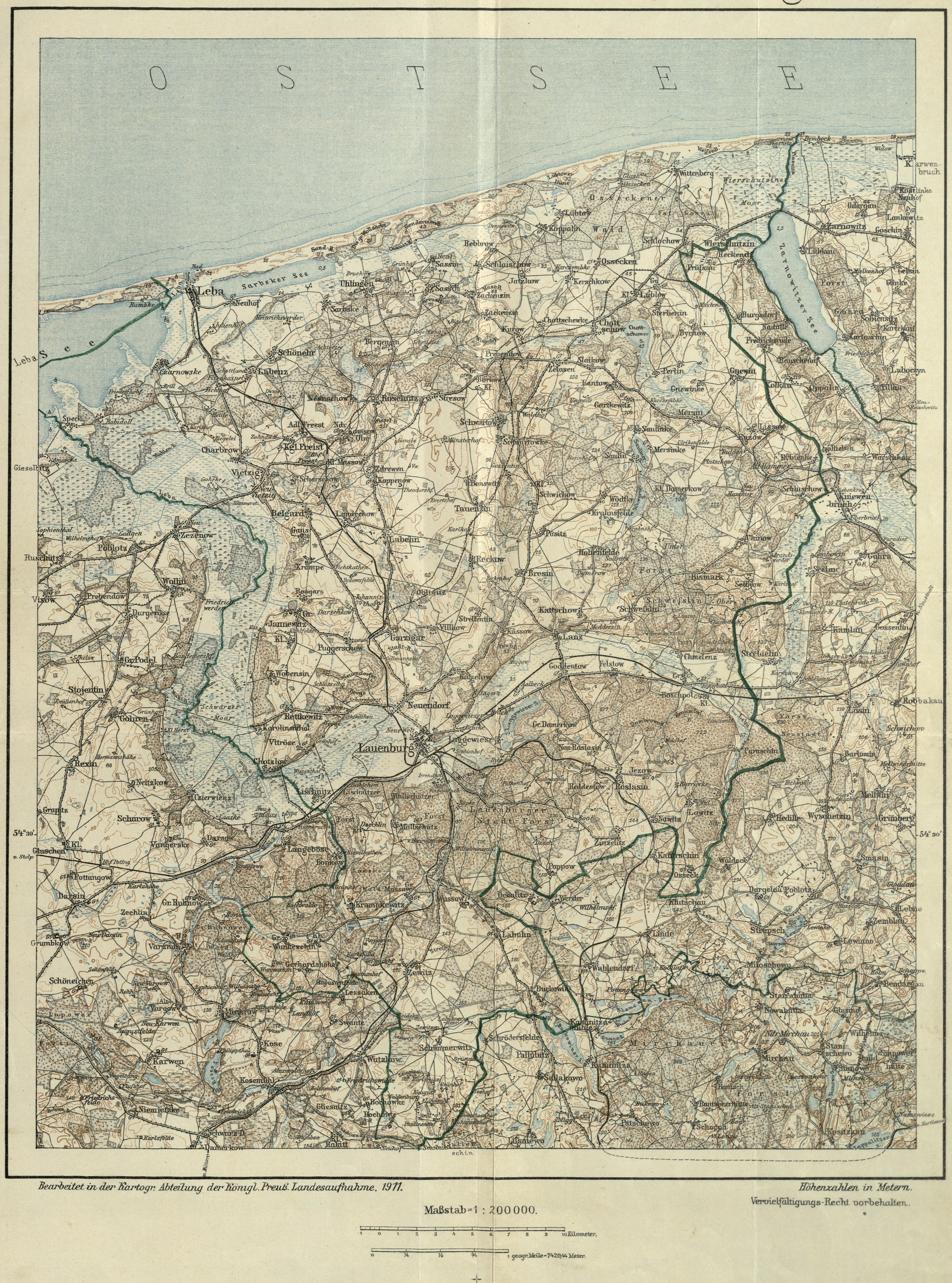
Ockalitz, südsüdöstlich der Stadt Lauenburg in Pommern, westsüdwestlich von Neustadt in Westpreußen und westnordwestlich des Dorfs Linde, auf einer Landkarte von 1911

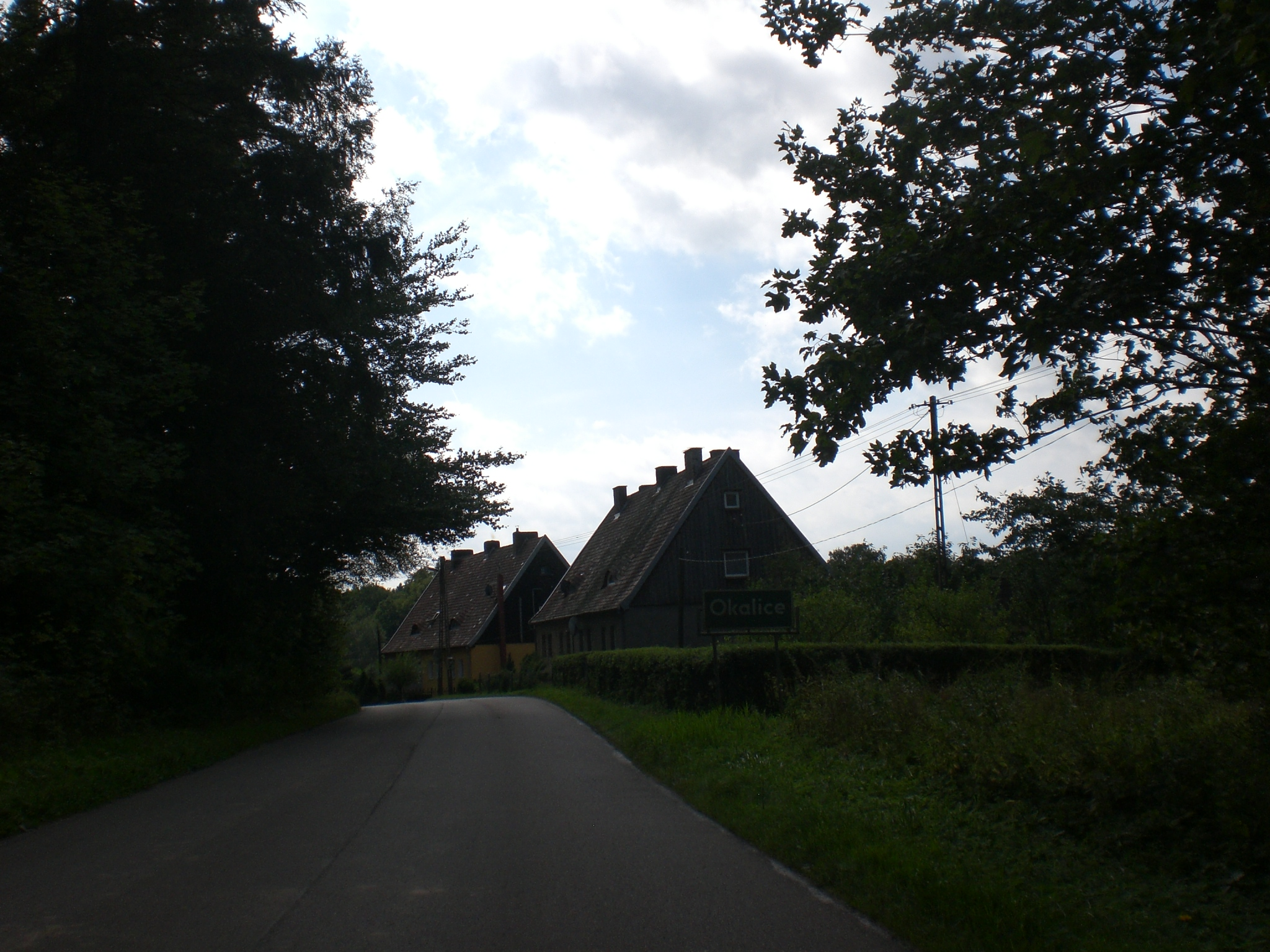
Dorfstraße (2016)

## Geschichte
Früher war Ockalitz ein altes Stammgut der Familie Weiher, die noch um die Wende vom 18. zum 19. Jahrhundert hier wohnte. Im Jahr 1789 wird Okalitz als ein im Besitz des Kammerherrn von Weiher befindliches adliges Dorf mit der Einsiedelei Wolfsherberge und 15 Feuerstellen (Haushaltungen) bezeichnet. Als Besitzer folgten Landrat von Weiher, 1806 von Zastrow, 1820 von Bonin, 1841 Johann Heinrich Hering, dann die Heringschen Erben und darauf Albert Hering.
Im Jahr 1865 betrug die Jahresgrundsteuer für den Gutsbezirk Occalitz 98 Reichstaler, zehn Silbergroschen und neun Pfennige.
Um 1903 befand sich das in Westpreußen gelegene Gut Occalitz  mit einer Flächengröße von 761 Hektar im Besitz des Wilhelm von Zitzewitz auf Zezenow im Kreis Stolp in Hinterpommern.
Als nach dem Ersten Weltkrieg der Versailler Vertrag die Verlegung des Polnischen Korridors durch das Reichsgebiet vorsah, wurde der Gutsbezirk Ockalitz aus dem  Kreis Neustadt in Westpreußen am 2. August 1919 in den Amtsbezirk Zewitz im Landkreis Lauenburg in Pommern eingegliedert.
Am 1. April 1927 hatte das Gut Ockalitz eine Flächengröße von 286 Hektar, und am 16. Juni 1925 hatte der Gutsbezirk 137 Einwohner.  Am 30. September 1928 wurde der Gutsbezirk Ockalitz in die Landgemeinde Poppow im Amtsbezirk Roslasin eingegliedert.
Bis 1945 bildete Ockalitz eine Wohnstätte in der Landgemeinde Poppow im Landkreis Lauenburg in Pommern im Regierungsbezirk Köslin der preußischen Provinz Pommern im Deutschen Reich.
Gegen Ende des Zweiten Weltkriegs besetzte Anfang März 1945 die Rote Armee die Region. Bald darauf wurde der Kreis Lauenburg von der Sowjetunion zusammen mit ganz Hinterpommern der Volksrepublik Polen zur Verwaltung überlassen. Anschließend begann die Zuwanderung polnischer Zivilisten, von denen die deutschen Dorfbewohner aus ihren Häusern und Gehöften gedrängt wurden. Der Ortsname Ockalitz wurde zu Okalice polonisiert. In der darauf folgenden Zeit wurden die einheimischen Dorfbewohner von der polnischen Administration aus Ockalitz vertrieben.

## Demographie
| Jahr | Einwohner | Anmerkungen                                                                   |
| ---- | --------- | ----------------------------------------------------------------------------- |
| 1818 | 96        | Dorf und Wassermühle, adlige Besitzung; davon 80 Lutheraner und 16 Katholiken |
| 1852 | 186       | Dorf                                                                          |
| 1864 | 197       | am 3. Dezember, Gutsbezirk                                                    |
| 1867 | 189       | am 3. Dezember, Gutsbezirk                                                    |
| 1871 | 171       | am 1. Dezember, Gutsbezirk, davon 152 Evangelische und 19 Katholiken          |
| 1902 | 137       | Gutsbezirk, vorwiegend evangelische Einwohner                                 |
| 1910 | 143       | am 1. Dezember, Gutsbezirk                                                    |
| 1925 | 137       | am 16. Juni, Gutsbezirk                                                       |

## Kirche

### Kirchspiel bis 1945
Die vor 1945 hier lebenden Dorfbewohner gehörten mehrheitlich der evangelischen Konfession an. Die evangelischen Einwohner von Ockalitz gehörten zum evangelischen Kirchspiel in Labuhn. 
Die Katholiken gehörten zum katholischen Kirchspiel Roslasin.

### Polnisches Kirchspiel seit 1945
Die seit 1945 und Vertreibung der einheimischen Dorfbewohner anwesende polnische Einwohnerschaft ist überwiegend katholisch.
Hier lebende evangelische Polen sind dem weit entfernten Pfarramt der Kreuzkirchengemeinde in Stolp in der Diözese Pommern-Großpolen der Evangelisch-Augsburgischen Kirche in Polen zugeordnet, deren nächstgelegene Predigtstätte in Lębork (Lauenburg in Pommern) ist.